# Мазуленко Микола Панасович
Микола Панасович Мазуленко (грудень 1908, місто Сімферополь Таврійської губернії, тепер Автономної Республіки Крим — ?) — український радянський партійний діяч, 2-й секретар Сумського обкому КПУ. Депутат Верховної Ради УРСР 5-го скликання.

## Біографія
Народився у грудні 1908 року в родині робітника. Трудову діяльність розпочав у 1923 році робітником Бершадського цукрового радгоспу Подільської губернії.
Член ВКП(б) з 1931 року.
У 1933 році закінчив Кам'янець-Подільський інститут цукрових культур.
З 1933 року — агроном цукрових заводів, агроном радгоспу, агроном машинно-тракторної станції.
У 1937—1938 роках — 2-й секретар Андрушівського районного комітету КП(б)У Житомирської області.
У 1938 році — начальник Житомирського обласного земельного відділу.
У 1938—1940 роках — заступник начальника Житомирського обласного земельного відділу, голова виконавчого комітету Вчорайшанської районної ради депутатів трудящих Житомирської області.
У лютому 1940 — липні 1941 року — 1-й секретар Рогатинського районного комітету КП(б)У Станіславської області.
У липні 1941—1946 роках — у Червоній армії. Учасник німецько-радянської війни. Служив заступником командира 430-го гвардійського артилерійського полку великих мінометів з політичної частини, заступником командира 26-го гвардійського мінометного полку з політичної частини. Воював на Південному, Волховському, Калінінському, Північно-Західному, 2-му Прибалтійському, 1-му Прибалтійському фронтах. У 1945 — 1946 р. — помічник начальника курсу Харківських курсів удосконалення офіцерів піхоти Червоної армії з політичної частини.
З 1946 року — агроном Чупахівського цукрового комбінату Сумської області.
З 1947 року — голова виконавчого комітету Путивльської районної ради депутатів трудящих Сумської області, 1-й секретар Путивльського районного комітету КП(б)У Сумської області. Потім, до 1954 року, працював начальником управління сільського господарства виконавчого комітету Сумської обласної ради депутатів трудящих.
У липні 1954 — 13 грудня 1955 року — секретар Сумського обласного комітету КПУ з питань сільського господарства.
З 13 грудня 1955 до січня 1963 року — 2-й секретар Сумського обласного комітету КПУ.
У січні 1963 — грудні 1964 року — секретар Сумського сільського обласного комітету КПУ і голова Сумського сільського обласного Комітету партійно-державного контролю. Одночасно, у січні 1963 — грудні 1964 року — заступник голови виконавчого комітету Сумської сільської обласної Ради депутатів трудящих.
У грудні 1964 — після 1968 року — 1-й заступник голови виконавчого комітету Сумської обласної ради депутатів трудящих.

## Звання
- гвардії майор
- гвардії підполковник

## Нагороди
- орден Леніна (26.02.1958)
- орден Вітчизняної війни 2-го ст. (.11.1943)
- орден Олександра Невського (.08.1944)
- орден Знак Пошани (23.01.1948)
- медалі
- Почесна грамота Президії Верховної Ради Української РСР (11.12.1968)